# Heterotidinae
Heterotidinae (лат.) — подсемейство пресноводных лучепёрых рыб из семейства аравановых отряда араванообразных.
В подсемействе 6 современных видов — 5 видов в роде арапаймы (Arapaima), распространённом в бассейне Амазонки, и гетеротис (Heterotis niloticus), обитающий в водоёмах западной Африки. Гигантская арапаима — самая большая пресноводная рыба Южной Америки и одна из крупнейших пресноводных костистых рыб в мире, наибольшие её экземпляры достигают в длину не менее 390 см (по неподтверждённым сообщениям более 450 см). У Heterotidinae отсутствуют нижнечелюстные усики, лучей жаберной перепонки 10—11 (Arapaima) или 7—9 (Heterotis).

## Классификация
В подсемействе Heterotidinae 3 рода с 6 современными видами:
- Arapaima — Арапаймы
  - Arapaima arapaima
  - Arapaima agassizii
  - Arapaima gigas — Гигантская арапаима
  - Arapaima leptosoma
  - Arapaima mapae
- Heterotis — Гетеротисы
  - Heterotis niloticus — Нильский гетеротис
- † Joffrichthys — палеоцен (65,5—55,4 млн лет назад), Северная Америка[8]
  - † Joffrichthys symmetropterus
  - † Joffrichthys tanyourus
  - † Joffrichthys triangulpterus — поздний палеоцен (56,8—55,4 млн лет назад)

Некоторые исследователи выделяют подсемейство Heterotidinae в самостоятельное семейство Arapaimatidae.